# Nábřeží 1. máje
Nábřeží 1. máje je ulice v jihočeském Písku jdoucí z Fügnerova náměstí podél řeky Otavy na sever. Končí v ohybu řeky a navazuje ve stejném vedení na Jiráskovo nábřeží. Cesty zde existovali již ve středověku, protože v místech Fügnerova náměstí u Kamenného mostu bylo středověké osídlení, dále po toku u Nového mostu byl brod a mlýn a ještě dále na konci ulice byl další mlýn. Současný název dostala ulice v roce 1966, předtím se její část mezi oběma mosty jmenovala Rybářská. Zástavba se v ulici postupně obměňovala, mizely staré středověké domy, později i mlýny z období baroka. Nejstarší části současné zástavby ulice byly vystavěny ještě před druhou světovou válkou. Jedná se o nižší domy v horní části ulice. Po válce pokračovaly domolice a výstavba dalších objektů. Vznikl tak obchodní dům Racek s navazující panelovou zástavbou, panelové domy při staré části města a koncem 80. let objekt Pletařské asociace.

## Galerie

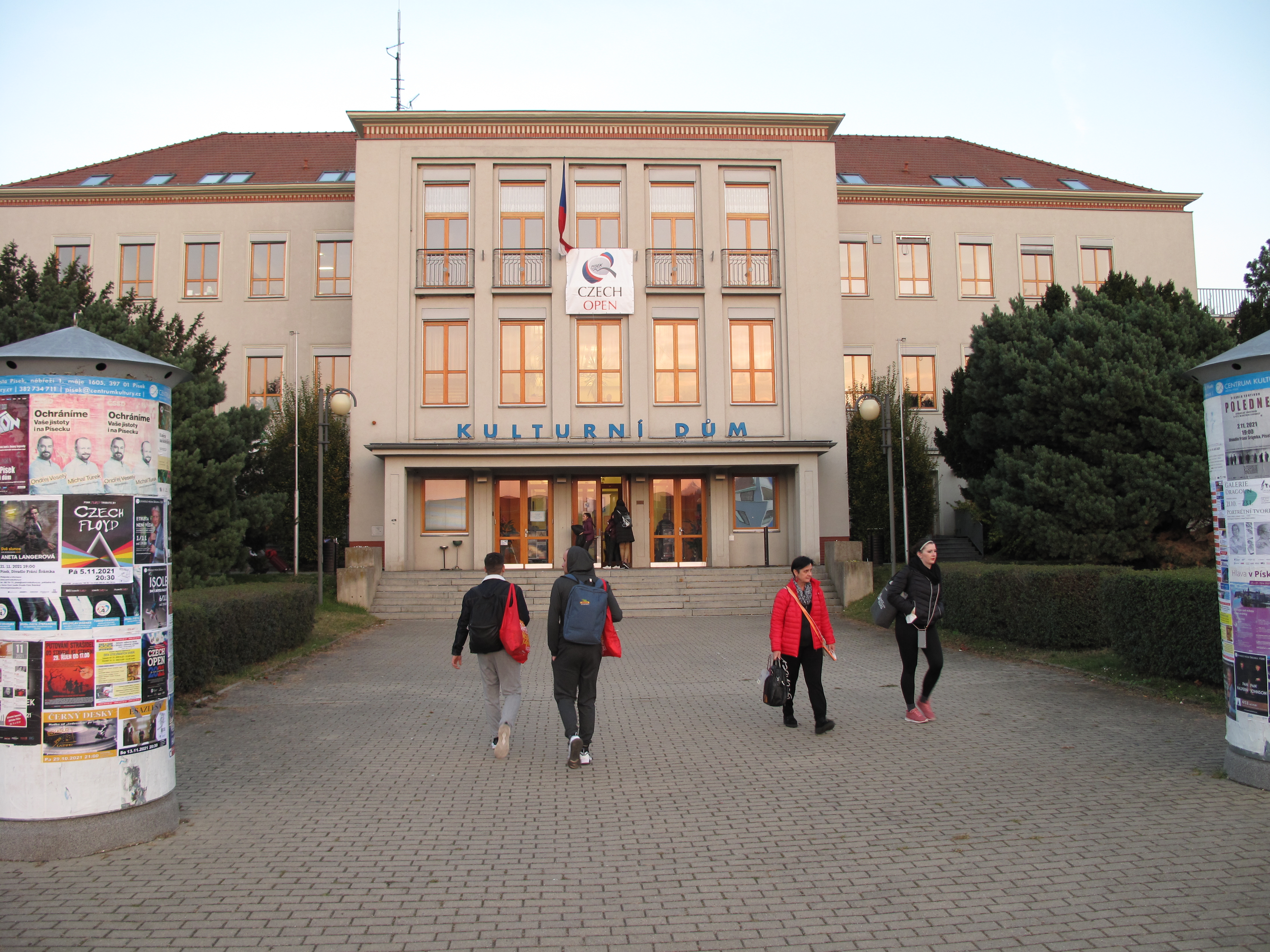
Kulturní dům Jitex z 60. let
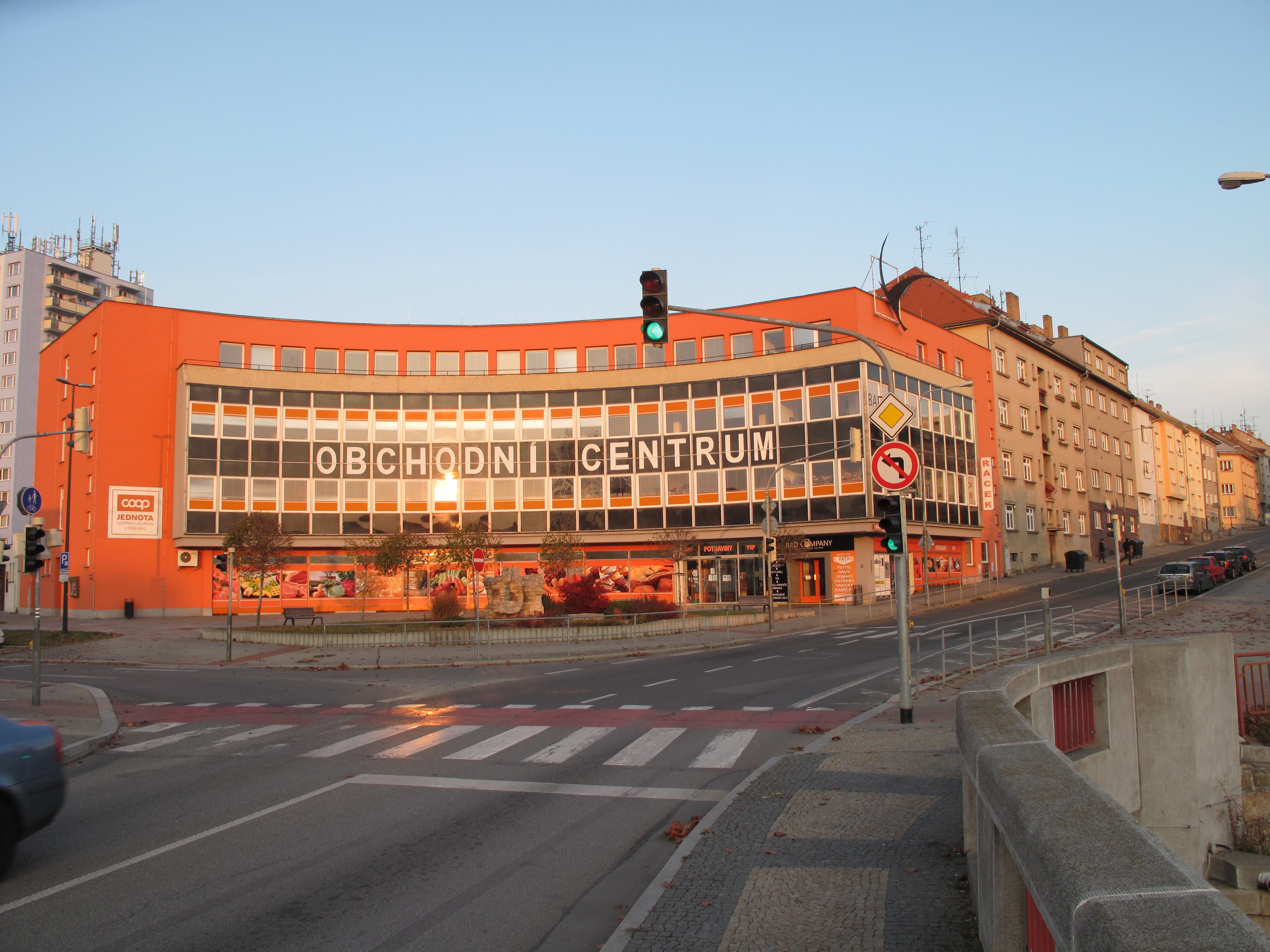
Obchodní dům Racek, pohled o řeky
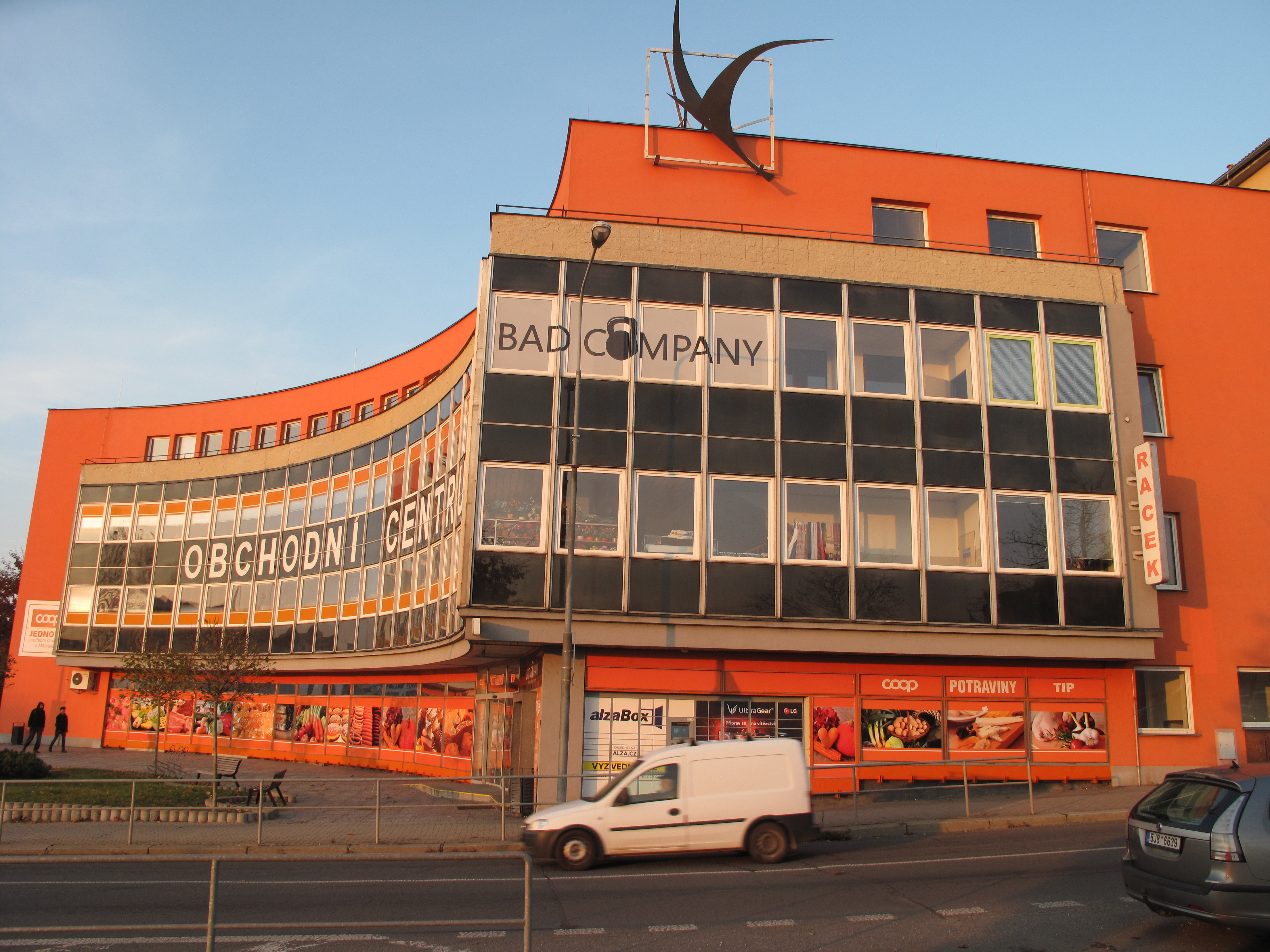
Obchodní dům Racek, detail
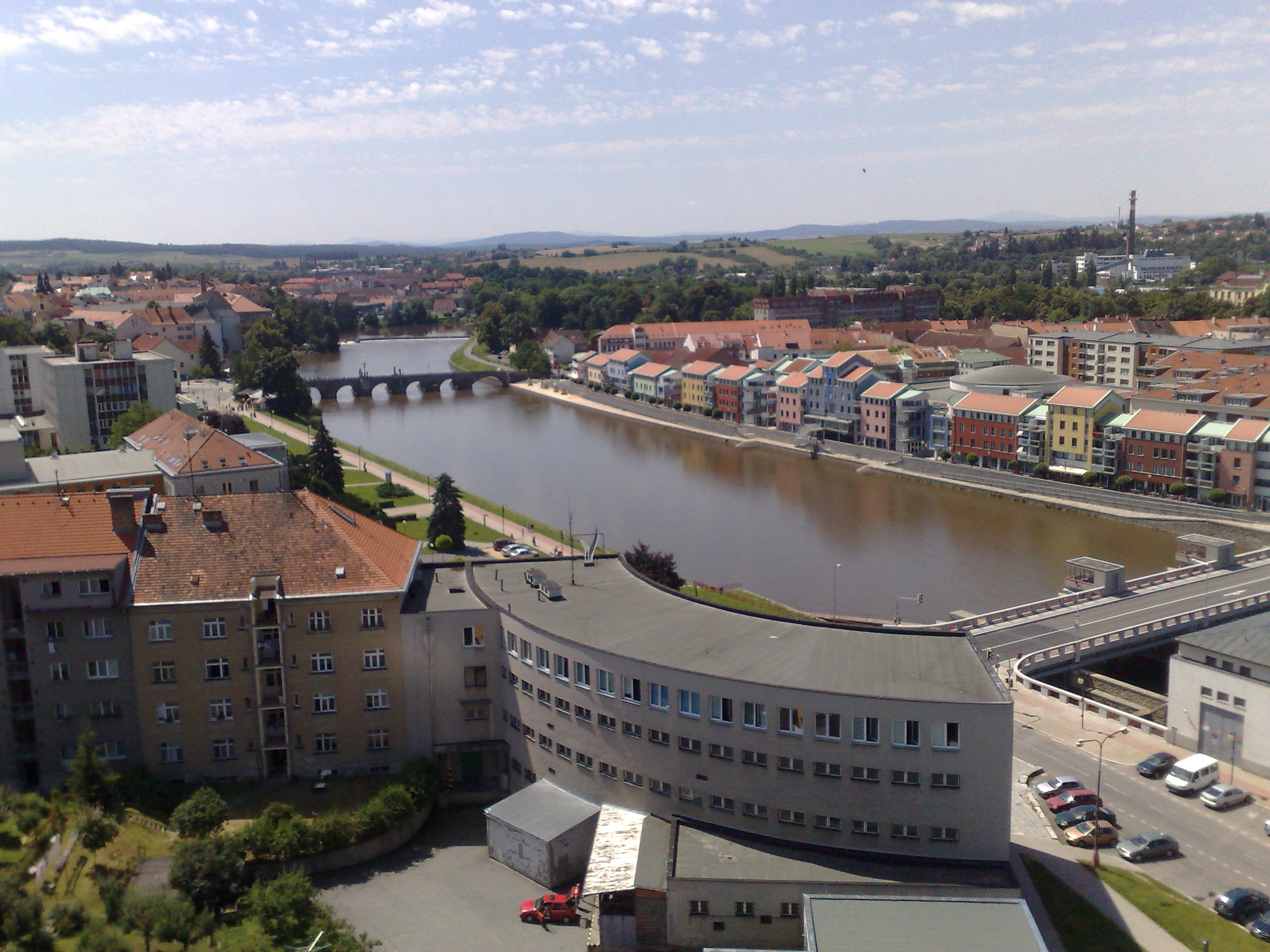
Pohled na jižní část nábřežní ulice. Dole OD Racek, vpravo střecha Kulturního domu, vlevo vzdud bývalé sídlo Pletařské asocieace
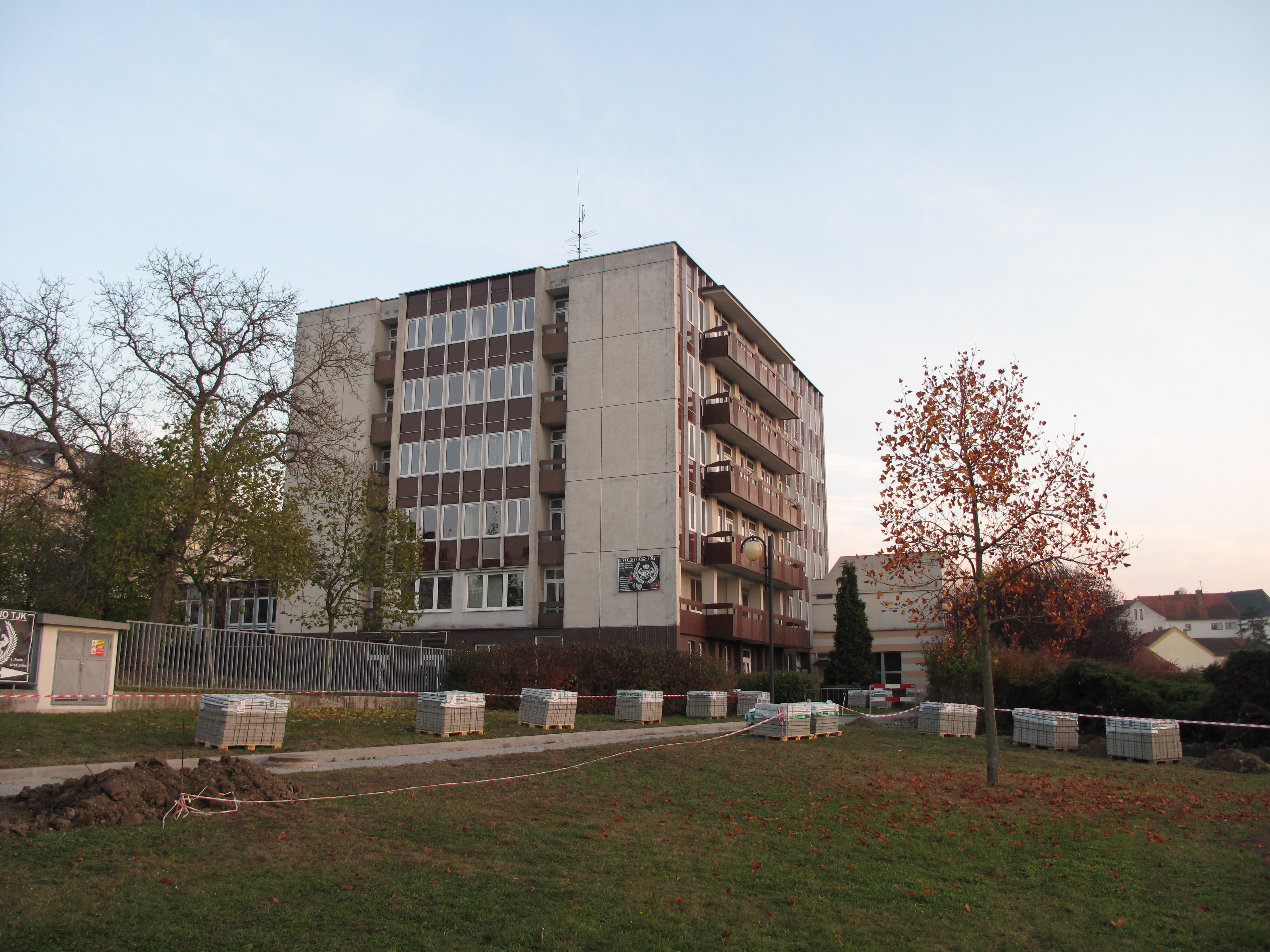
Nábřeží 1. máje 1, bývalé sídlo Pletařské asociace
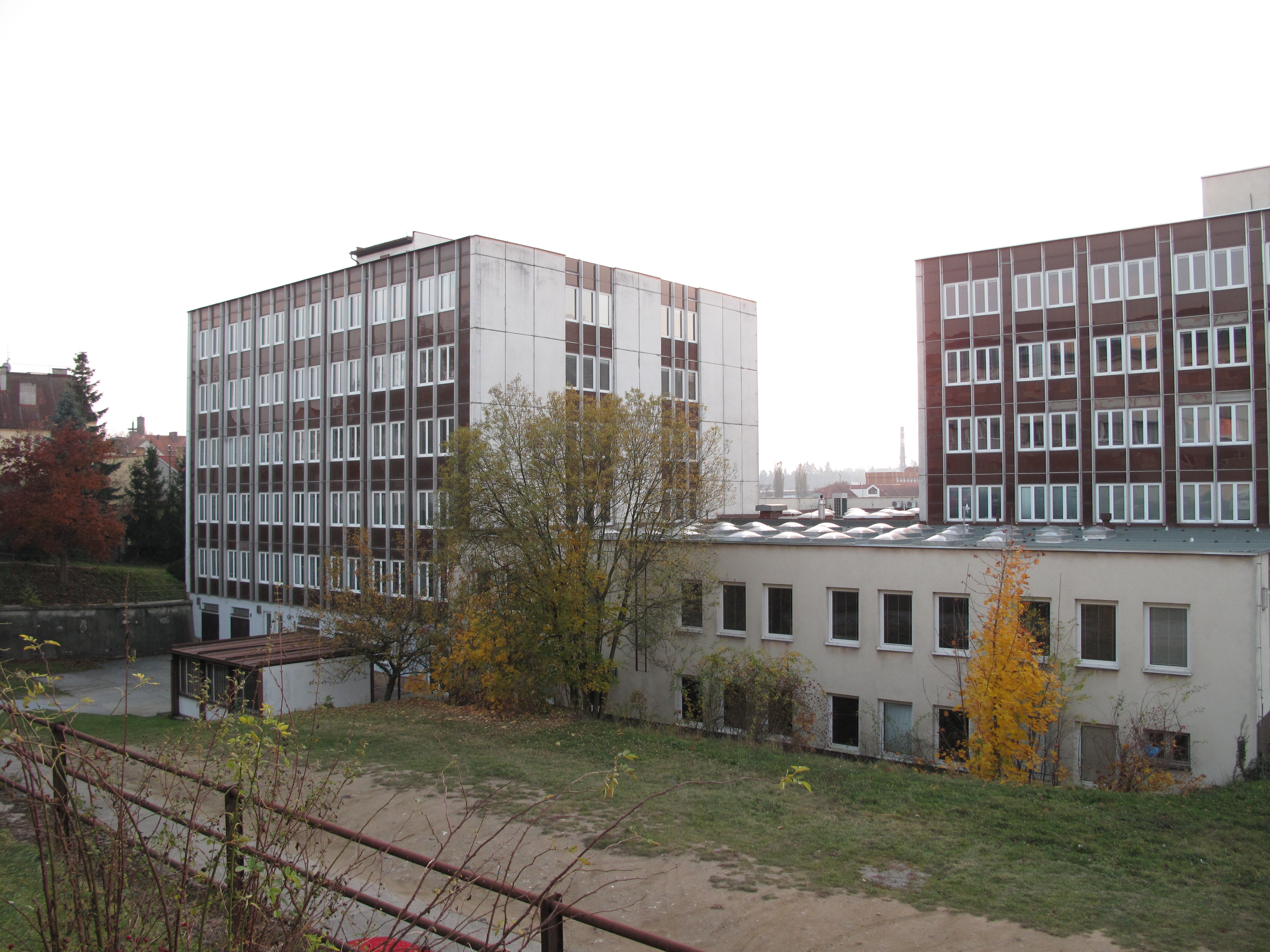
Objekt číslo orientační 1 zezaddu